# Semaforina
Le semaforine sono una famiglia di proteine che svolgono un ruolo di molecole segnale e sono coinvolte, in particolare, nella differenziazione neuronale a livello embrionale, agendo come chemiorepulsore o chemiotattiche (a seconda del recettore espresso nella cellula nervosa o dei secondi messaggeri che intervengono nel processo) del cono di crescita assonico, guidando così la formazione dei collegamenti interneuronali.

## Funzione
Le semaforine sono state trovate per la prima volta negli assoni degli arti delle cavallette nel 1992, e da allora è stato scoperto che hanno un ruolo in molti processi. Non solo guidano gli assoni nello sviluppo, ma hanno anche un ruolo importante nella funzione immunitaria e nello sviluppo delle ossa. Le semaforine di classe 3 sono una delle classi più versatili;  la Sema3a, che fa parte di questa classe, è la più studiata. Le semaforine di classe 3 hanno una funzione importante in seguito alle lesioni traumatiche del sistema nervoso centrale, come le lesioni al midollo spinale. Regolano le cellule neuronali e non neuronali associate alla lesione traumatica. Le semaforine di classe 3 modulano la ricrescita assonale, la ri-vascolarizzazione, la ri-mielinizzazione e la risposta immunitaria dopo il trauma del sistema nervoso centrale.